# مارک بنتون
مارک بنتون (انگلیسی: Mark Benton؛ زادهٔ ۱۶ نوامبر ۱۹۶۵) بازیگر اهل بریتانیا است.
از فیلم‌ها یا برنامه‌های تلویزیونی که وی در آن نقش داشته است، می‌توان به دختران کار، وارونه، قانون مورفی، همه یا هیچ، تسویه حساب، شکستن و وارد شدن، دکتر پارناسوس، مردی که به شیطان رودست زد، ادی عقاب، پرده دو، بده من بده من بده من، شهر هالبی، قانون مورفی، دکتر هو، پس از مرگ خیابان، شیادها، شاهد خاموش، پدر براون، داخل شماره ۹، مرگ در بهشت، آدمکشان میدسامر، تلنگر و شکسپیر و هتوی: کارآگاه‌های خصوصی اشاره کرد.